# Hoplolabis (Parilisia) vicina
Hoplolabis (Parilisia) vicina is een tweevleugelige uit de familie steltmuggen (Limoniidae). De soort komt voor in het Palearctisch gebied.